# Rezoluția 1973 a Consiliului de Securitate al ONU
Rezoluția 1973 a fost adoptată de Consiliul de Securitate al Organizației Națiunilor Unite la 17 martie 2011, ca răspuns la adresa Războiului Civil Libian. Rezoluția a format baza legală pentru intervenția militară în Republica Arabă Libiană (cum era cunoscută țara la acel moment), cerând un „armistițiu imediat”, crearea de către comunitatea internațională a unei zone de excludere aeriană și utilizarea tuturor mijloacelor necesare, cu excepția ocupației militare pentru a-i proteja pe civili.